# 帕斯托拉茨霍芬巴赫河

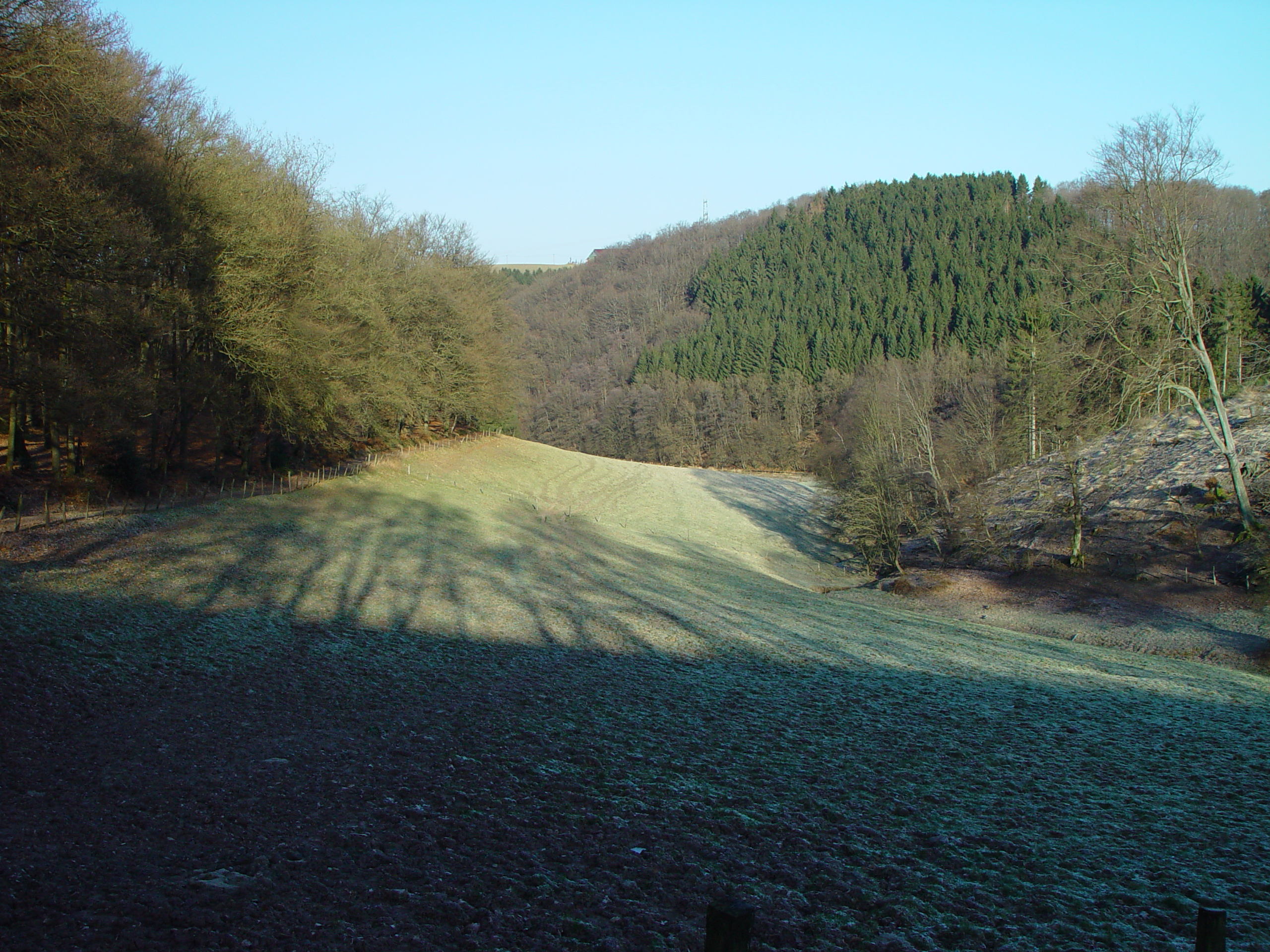

51°14′37.58″N 7°19′14.90″E / 51.2437722°N 7.3208056°E
帕斯托拉茨霍芬巴赫河（德語：Pastoratshofer Bach），是德國的河流，位於該國西部，處於北萊茵-威斯特法倫州，屬於施普雷勒巴赫河的左支流，河道全長0.7公里，河畔城鎮有拉德福姆瓦爾德。